# Shojo Comic
Shojo Comic (яп. 少女コミック Сё:дзё Комикку), также известный как Sho-Comi — японский манга-журнал, издаваемый компанией Shogakukan. Первый номер журнал был выпущен в 1968. Изначально он издавался еженедельно, но с 1980-х выходит лишь дважды в месяц. В Sho-Comi печатается сёдзё-манга. В отличие от Ribon или Nakayoshi, аудитория Sho-Comi старше по возрасту. Это преимущественно девочки в средних и высших классах. Имеет репутацию наиболее откровенного журнала для данной аудитории.

## Манги, выходящие в Shojo Comic
- Адати Мицуру
  - «Солнечный Рёко!» (яп. 陽あたり良好！ Hiatari Ryoukou!)
- Аоки Котоми
  - Asa mo, Hiru mo, Yoru mo
  - «Я люблю свою младшую сестренку» (яп. 僕は妹に恋をする Boku wa Imōto ni Koi wo Suru)
  - Boku no Hatsukoi wo Kimi ni Sasagu
  - Ijiwaru Shinaide
- Хагио Мото
  - Akage no Anne
  - «Их было одиннадцать» (яп. １１人いる Jûichi-nin iru) или англ. They Were 11
- Игараси Юмико
  - «Джорджия»
- Го Икэямада
  - Moe Kare!!
- Исиномори Сётаро
  - «Киборг 009» (яп. サイボーグ００９) или англ. Cyborg 009
- Китагава Миюки
  - Tokyo Juliet
- Минами Канан
  - «Сладкие капельки» (яп. 蜜×蜜ドロップス Mitsu x Mitsu Drops)
  - Ren'ai Shijō Shugi
  - Chain of Pearls
- Кахо Миясака
  - Binetsu Shoujo
  - Kare: First Love
- Мидзуто Аква
  - Молочная Корона (яп. ミルク クラウン Milk Crown)
  - «Молочная Корона Эйч» (яп. ミルククラウン Ｈ Milk Crown H!)
- Ёри Сигано
  - Kapon!
  - Sonna Koe Dashicha Iya!
- Синдзё Маю
  - Kaikan Phrase
  - Love Celeb
  - Blaue Rosen
- Синохара Тиэ
  - Blue Seal
  - Red River
  - Akatsuki no Lion
- Такэмия Кэйко
  - «Песня ветра и деревьев» (яп. 風と木の詩 Kaze to Ki no Uta)
- Масами Такэути
  - Moondrop ni Oyasumi
- Юу Ватасэ
  - Alice 19th
  - Appare Jipangu!
  - Ceres, Celestial Legend
  - «Таинственная игра»
  - Imadoki!
  - Zettai Kareshi
- Риэ Такада
  - Punch!
  - Heart
  - Wild Act
  - Happy Hustle High